# Johannes Ghiselin
Johannes Ghiselin (Verbonnet) (fl.1491-1507) fue un compositor flamenco del renacimiento, activo en Francia, Italia y los Países Bajos. Fue contemporáneo de Josquin des Prés, un importante compositor de misas, motetes y música secular. Su reputación era considerable sabido por la decisión del impresor Ottaviano Petrucci de imprimir un libro completo de sus misas inmediatamente después de una publicación similar de misas de Josquin (la segunda publicación de la historia).

## Vida
Poco se sabe de sus primeros años pero se puede inferir que era del sur (Países Bajos) gracias a unas menciones en unos archivos sobre él llamado "da Piccardia" y "fiamengo".  Quizás estuvo asociado con la capilla de la escuela borgoña en 1470 durante la época de Carlos el Temerario dado que compuso Je lay empris para él; aun así, no se ha encontrado ningún documento que verifique que estuvo allí.
El primer registro de Ghiselin fue en 1491, cuando estuvo en Ferrara. Isabel de Este lo mandó a Francia para llevar cantantes a la capilla de Este el mismo año. En 1492 y 1493 era cantante en Florencia y es posible que fuese a Francia y/o los Países Bajos justo después. Dado que aparece en una lista en el poema de Jean Crétin (1497) de la muerte de Johannes Ockeghem junto con otros estudiantes del famoso compositor, se ha deducido que pudo estudiar con Ockeghem aunque, si fue así, no se sabe si ocurrió antes de llegar a Italia o durante la mitad de 1490.
Ghiselin mantuvo una conexión con la corte de Francia y Ferrara sirviendo ocasionalmente como emisario. Después de que Josquin aceptara la oferta de empleo en Ferrara en 1503, Ghiselin viajó con él de París a Ferrara llegando el 12 de abril "en un espléndido carruaje". Al parecer Ghiselin se quedó en Ferrara hasta 1505 cuando ambos, Josquin y él, tuvieron que huir de la plaga; Jacob Obrecht, quien se había unido recientemente al establecimiento musical de la corte Estense, se quedó allí y sucumbió al contagio en julio de 1505.
Ghiselin evidentemente volvió a los Países Bajos después de huir de Ferrar, por lo que fue a Bergen op Zoom en 1507, recibiendo un salario considerable en la Iglesia de Nuestra Señora. Murió probablemente entre aquel momento y 1511, ya que los documentos de aquellos años se perdieron y cuando los archivos hablan de la época, su nombre no aparece y no se incluye más datos de su vida.

## Música e influencia
Al igual que Josquin, Ghiselin estuvo interesado en buscar soluciones a los problemas musicales propuestos por los múltiples movimientos en el marco de las misas cíclicas. Las misas de Ghiselin eran muy conocidas y respetadas lo cual quedó claro debido a que Petrucci eligió un libro completo de ellas para ser publicado y solamente el segundo libro que Petrucci publicó contenía obras de un solo autor(1503). La mayoría de sus misas están basadas en chansonss, incluyendo libros de Antoine Busnoys, Alexander Agricola, Guillaume Dufay, Loyset Compère y él mismo.
Ghiselin también escribió motetes, chansons, canciones seculares en alemán al igual que música instrumental. Su arreglo de "La Spagna" para cuatro partes es probablemente uno de sus arreglos más antiguos y famosos de baja danza aunque su fecha no ha sido concretada.